# Beleg van Doesburg

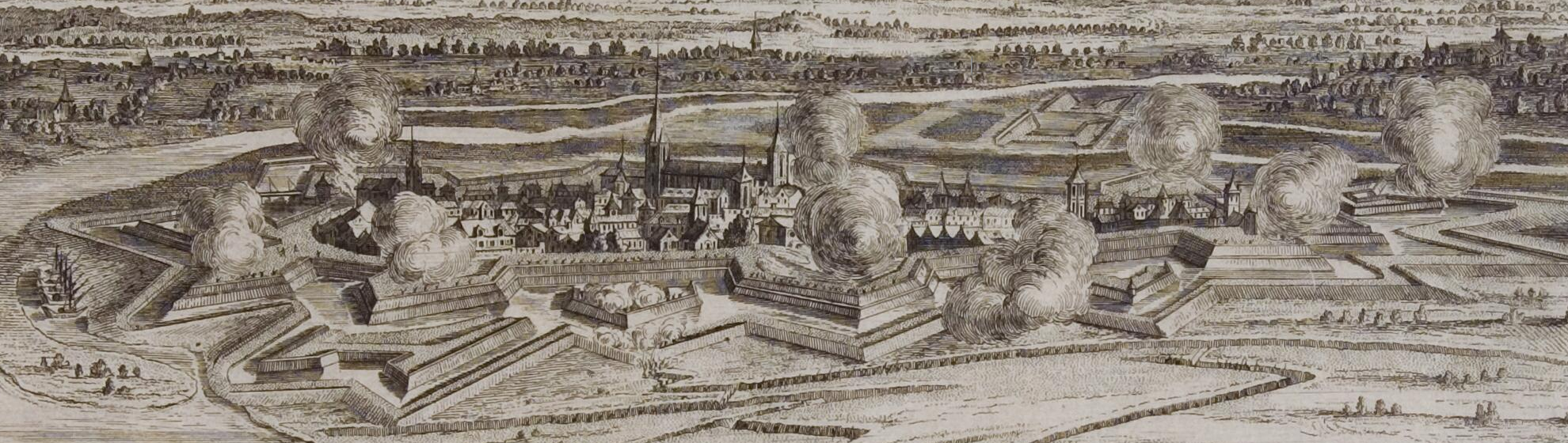
beleg van Doesburg door de Fransen.

Het Beleg en inname van Doesburg vond plaats tijdens de Hollandse Oorlog en het Rampjaar 1672. De Fransen waren begin juni via Lobith de republiek binnen gevallen en begonnen met het beleg voor Doesburg op 16 juli. Op 21 juli 1672 gaf de stad zich over en viel in Franse handen.

## Verloop
In juni 1672 trokken de Fransen met hulp van het bisdom Keulen en Münster de republiek van Nederland binnen. De Slag bij Tolhuis vond plaats op 12 juni 1672, die de Fransen met overmacht wonnen. Daarna werd het grote leger in tweeën gesplitst, Graaf Turenne belegerde Nijmegen en Arnhem en Lodewijk XIV trok door de Achterhoek. Hun bondgenoten Münster en Keulen trokken naar Drenthe en Groningen, waar onder meer het beleg van Bredevoort en Coevorden werden gewonnen.
Lodewijk XIV verbleef van 4 juli tot 9 juli op Huis Waaienstein, daarna van 9 juli tot 15 juli in Emmerik en in de aanloop van 16 juli nam hij zijn intrek op Huize Ulenpas. De stad had voor het beleg maatregelen genomen door het verbeteren van de vesting en het graven van grachten en het opwerpen van aarden wallen door boeren uit de streek. De kolonel Johan Ingen van Nuland was hoofd gezagvoerder over de stad.

## Beleg
- 16 & 17 juli - De Franse troepen begonnen met het naderen van de stad, zetten hun tentenkampen op en begonnen met het versturen van dwingende overgave brieven tot de stad. Alle brieven werden ongeopend terug gezonden.
- 18 juli - Het Franse leger wist zo dicht tot de stad te naderen dat ze een bataljon met artillerie kon opzetten.[1].
- 19 juli - Een Franse trompetter en bode verschenen voor de stadspoorten om een ultimatum af te geven, maar werden weer heen gezonden. De Grote kerk werd door het Franse geschut zwaar getroffen, waarna een groot gedeelte van de bevolking naar de Gasthuiskerk uitweek.
- 21 juli - vanuit Doesburg waren er twee uitvallen met ruiters en troepen, beide van korte duur omdat ze onvoldoende gesteund werden door de artillerie op de stadsmuren. Door onenigheid tussen de gezagdragers en anderzijds de burgerbevolking als ook de militairen werd in de avond besloten om zich aan de Fransen over te geven[2].

## Nasleep
Na de overgave moest Doesburg en haar bewoners een Oorlogsvergoeding betalen van circa 8000 florijnen, die vooral in goederen als sieraden, goud, tin en koper werd betaald. Tijdens het beleg verloor een belangrijke Franse officier genaamd "Martinet" het leven. De Franse bleven tot in 1674 waarna ze de stad verlieten en vanaf 1678 na de Vrede van Nijmegen behoorde Doesburg weer helemaal bij de Nederlanden.